# Sapioris
Sapioris es una localidad del estado mexicano de Durango. Es parte del municipio de Lerdo.

## Demografía
| Gráfica de evolución demográfica |
|                                  |

| Censo | Población |
| ----- | --------- |
| 1900  | 196       |
| 1910  | 421       |
| 1921  | 247       |
| 1930  | 199       |
| 1940  | 299       |
| 1950  | 334       |
| 1960  | 591       |
| 1970  | 847       |
| 1980  | 748       |
| 1990  | 1 263     |
| 2000  | 1 651     |
| 2010  | 1 866     |
| 2020  | 1 992     |